# لخ کوزیوسفکی
لخ کوزیوسفکی (انگلیسی: Lech Koziejowski؛ زادهٔ ۳ آوریل ۱۹۴۹) شمشیرباز اهل لهستان بود.
وی در مسابقات کشوری و بین‌المللی در مجموع برندهٔ ۱ مدال طلا، ۱ مدال برنز شده‌است.